# 川崎誠一
川崎 誠一（かわさき せいいち、1922年11月15日 - 2008年1月13日）は、日本の経営者。三井信託銀行社長を務めた。東京都出身。

## 来歴・人物
1944年に東京帝国大学経済学部を卒業し、1946年に三井信託銀行に入行した。1973年に取締役に就任し、1977年に常務、1979年に専務、1980年に副社長を経て、1982年6月に社長に就任。1987年6月には会長に就任し、1990年2月から1991年4月までには一時的に社長を兼任。1994年6月に取締役相談役を経て、1996年6月からは特別顧問を務めた。
1991年にベルギー政府からコマンドール章を受け、1994年11月に勲二等旭日重光章を受章。
2008年1月13日に脳内出血のために死去。85歳没。